# غرانت براون
غرانت براون (بالإنجليزية: Grant Brown)‏ (19 نوفمبر 1969 بسندرلاند في المملكة المتحدة - ) هو مدرب كرة قدم ولاعب كرة قدم بريطاني في مركز قلب الدفاع. لعب مع ليستر سيتي وغرانتهام تاون ‏ ووركشوب تاون ‏ وتيلفورد يونايتد وAlfreton Town F.C. ‏ ولينكولن سيتي أف سي ونادي تلفورد يونايتد.

## وصلات خارجية
- غرانت براون على موقع قاعدة بيانات كرة القدم.إي يو (الإنجليزية)
- غرانت براون على موقع Soccerbase.com (لاعب) (الإنجليزية)
- غرانت براون على موقع Soccerbase.com (مدرب) (الإنجليزية)